# Maracanã

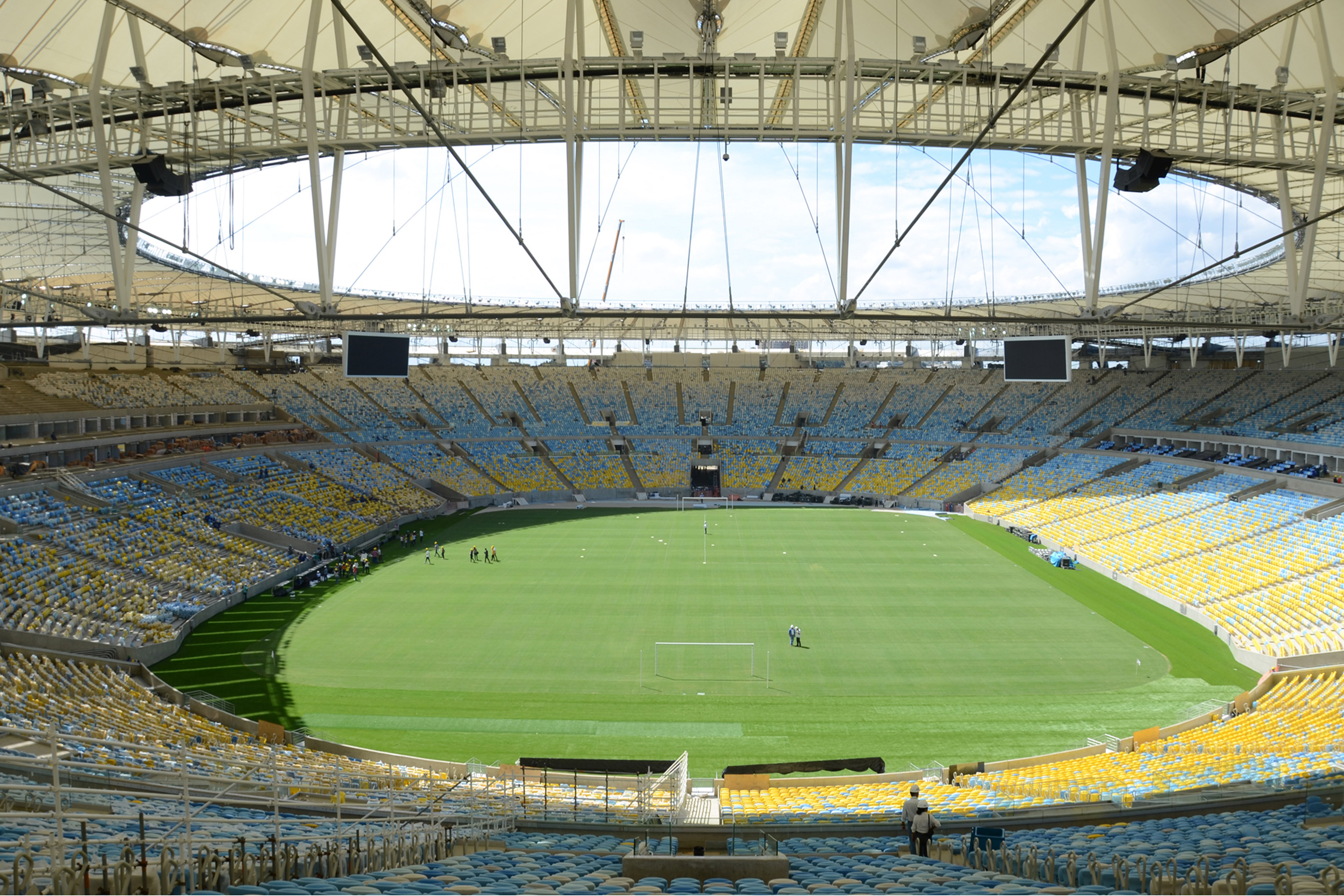
Maracanã od środka (2013)

Stadion Maracanã (wym. [maɾakɐˈnɐ̃]; oficjalna nazwa port. Estádio Jornalista Mário Filho, wym. [iʃˈtadʒi.u ʒoɦnaˈliʃtɐ ˈmaɾju ˈfiʎu]) – stadion w Rio de Janeiro w Brazylii. Zbudowany w latach 1948–1950. Dawniej największy stadion piłkarski świata mogący pomieścić do około 200 tysięcy widzów, aktualnie po wielu modernizacjach jego pojemność wynosi 78 838 miejsc.
Stadion jest położony na terenie zbudowanego w latach 1949–1951 (ok. 200 ha), reprezentacyjnego ośrodka sportowego noszącego również nazwę „Maracanã”. Na terenie tego ośrodka znajduje się także pływalnia z trybunami dla 25 tysięcy osób oraz tor kolarski i strzelnica.
Oddany został do użytku na otwarcie mistrzostw świata w piłce nożnej w 1950. Po 1950 wykorzystywany był głównie do rozgrywania meczów piłkarskich pomiędzy największymi klubami Rio de Janeiro: CR Flamengo, Botafogo, Fluminense FC i CR Vasco da Gama. Stadion bywał również gospodarzem innych wydarzeń sportowych oraz wielu koncertów.
Jest stadionem narodowym, według konwencji haskiej z 14 maja 1954 jest dobrem narodowym, a tym samym posiada status zabytku.

## Historia

### Organizacja mistrzostw
Na pierwszym posiedzeniu FIFA po wojnie, jakim był kongres w Luksemburgu 1 lipca 1946 r. przyznano organizację najbliższych MŚ jedynemu wówczas kandydatowi, Brazylii (w efekcie wojennych rozstrzygnięć wcześniejsza kandydatura Niemiec stała się nieaktualna)
Podczas Kongresu dokonano istotnej zmiany w nazwie imprezy. Postanowiono, że zamiast nazwy Puchar Świata (Coupe de Monde), rozgrywki przyjmą nazwę Piłkarskie mistrzostwa świata (Coupe du monde de football) z podtytułem Puchar Rimeta. Uhonorowano w ten sposób zasługi Jules’a Rimeta – w 1946 r. wypadało 25-lecie jego prezydentury.
28 września 1947 r. w Paryżu Komitet Organizacyjny zaakceptował rok 1950 na finały MŚ. Była to propozycja Brazylijczyka Sotero Gomesa z 29 czerwca tego roku.
30 kwietnia 1950 r. w Londynie Komitet Organizacyjny uchwalił kilka postanowień technicznych: słupki i poprzeczki bramki muszą mieć przekrój kwadratowy, boiska nie mogą przekraczać wymiarów: 108 m długości i 72 m szerokości, zakazano gry przy sztucznym świetle, wszyscy piłkarze muszą grać w butach.

### Nazwa

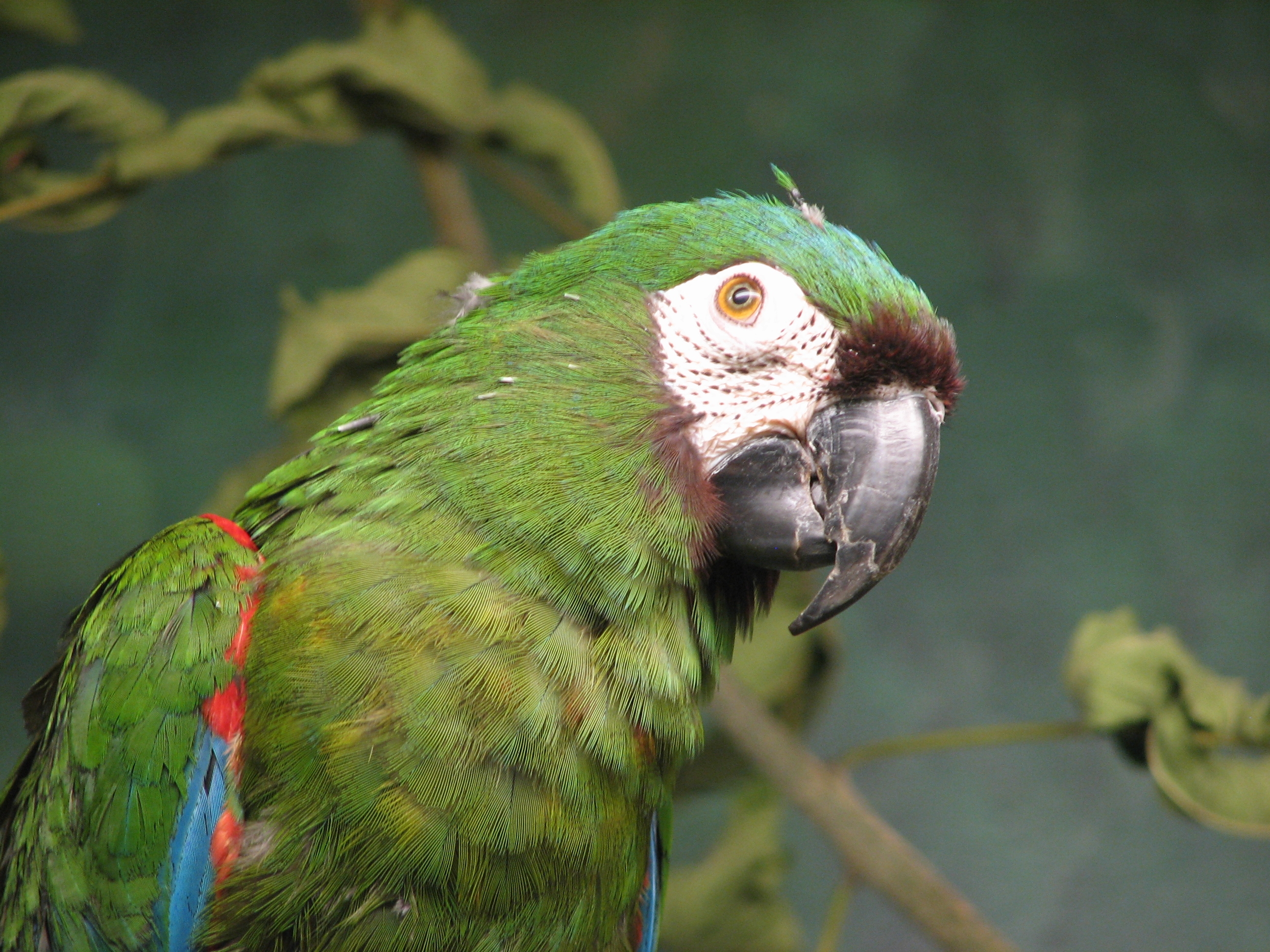
Ara maracana (Primolius maracana, Ara maracana)

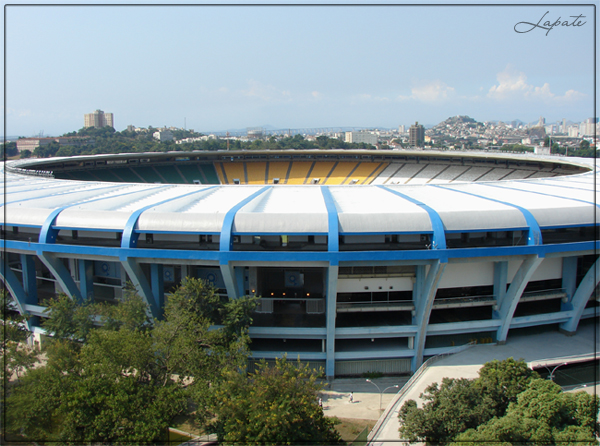
Maracanã – konstrukcja widoczna z zewnątrz

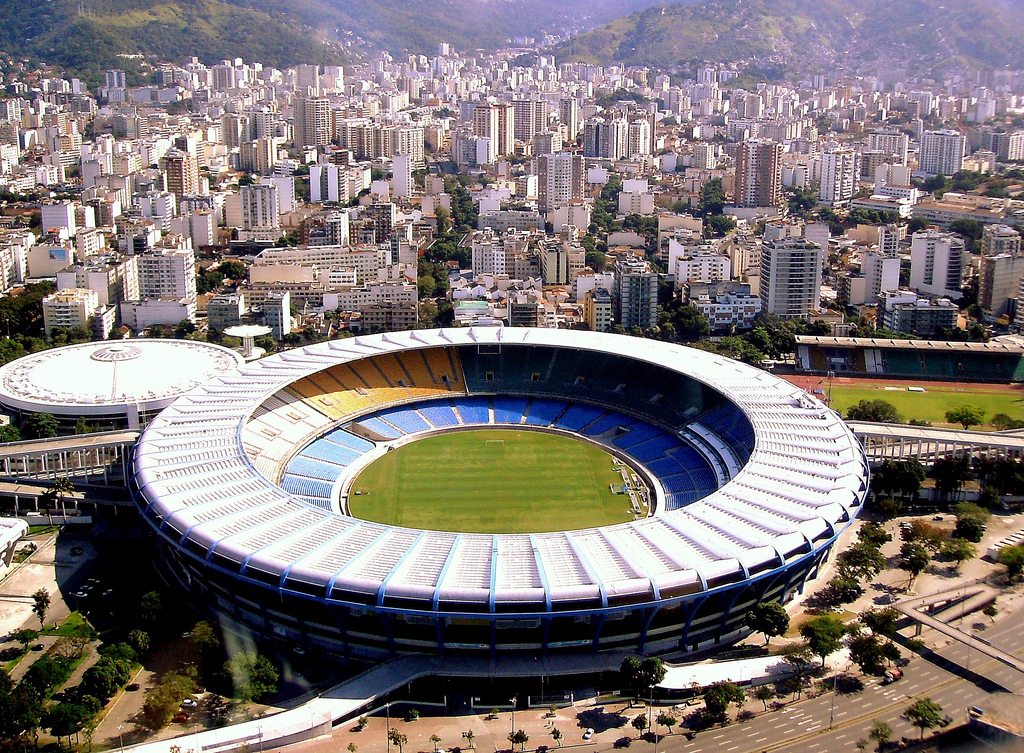
Wygląd przed modernizacją.

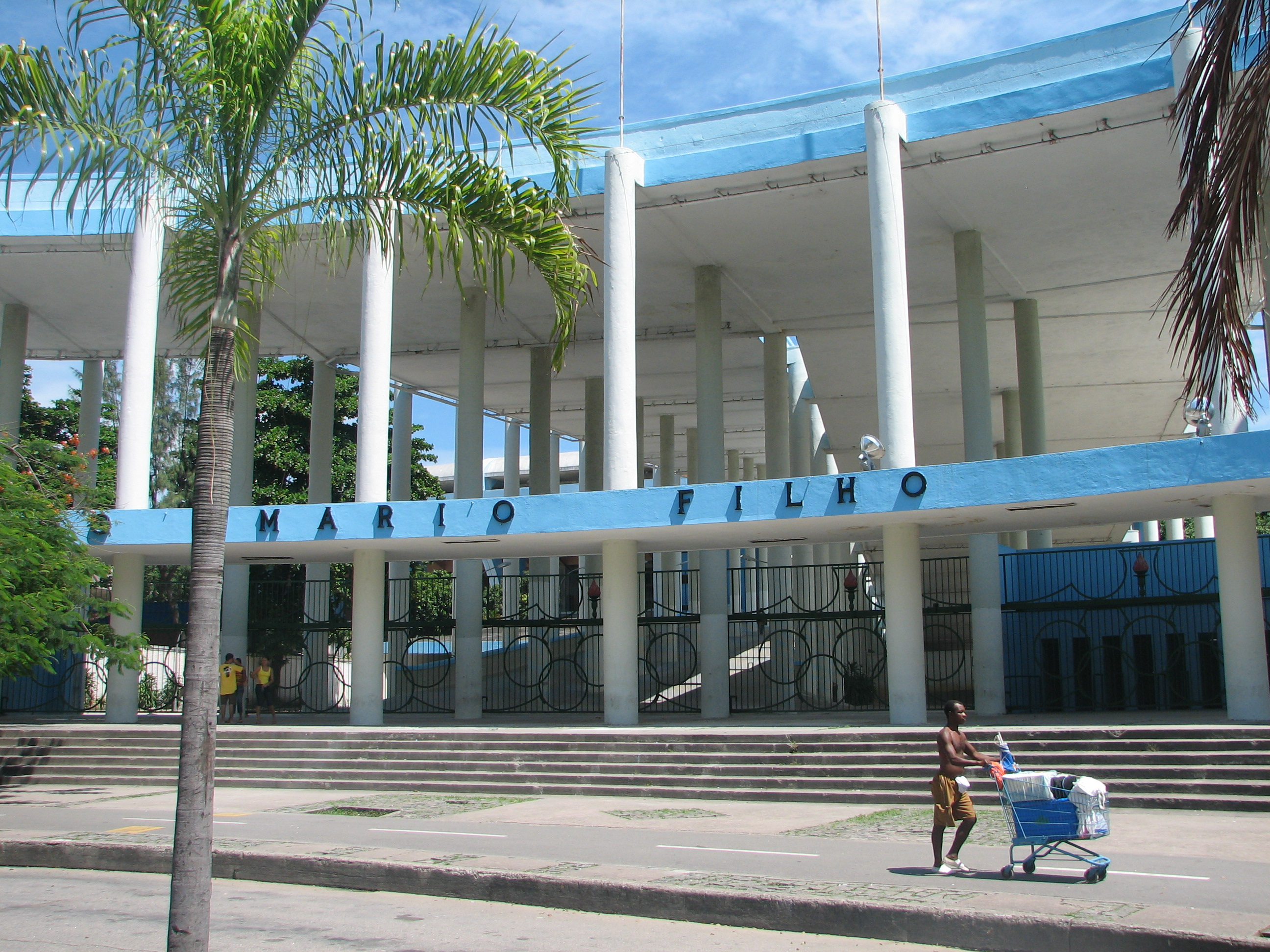
Wejście główne

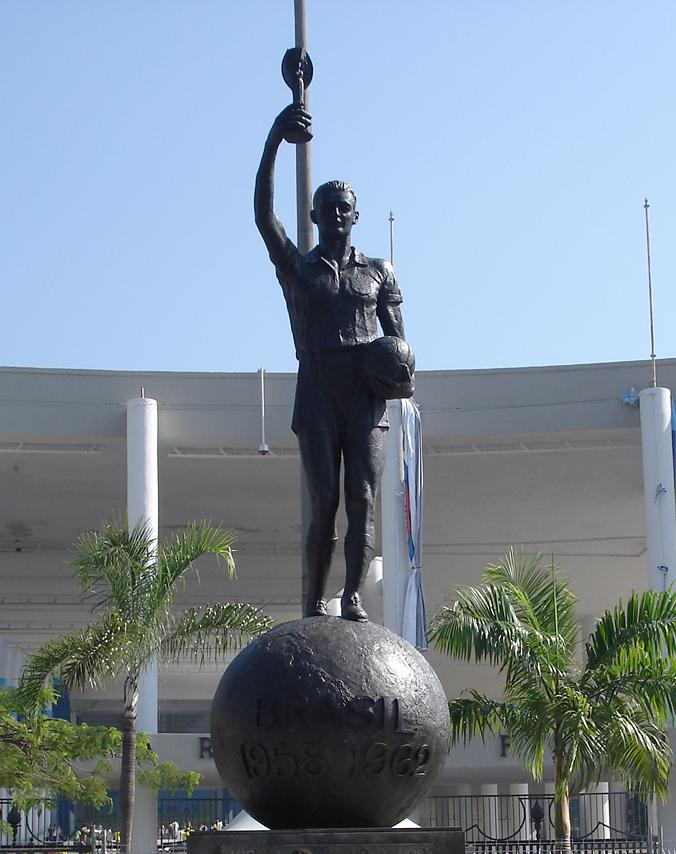
Statua Belliniego przed wejściem na stadion

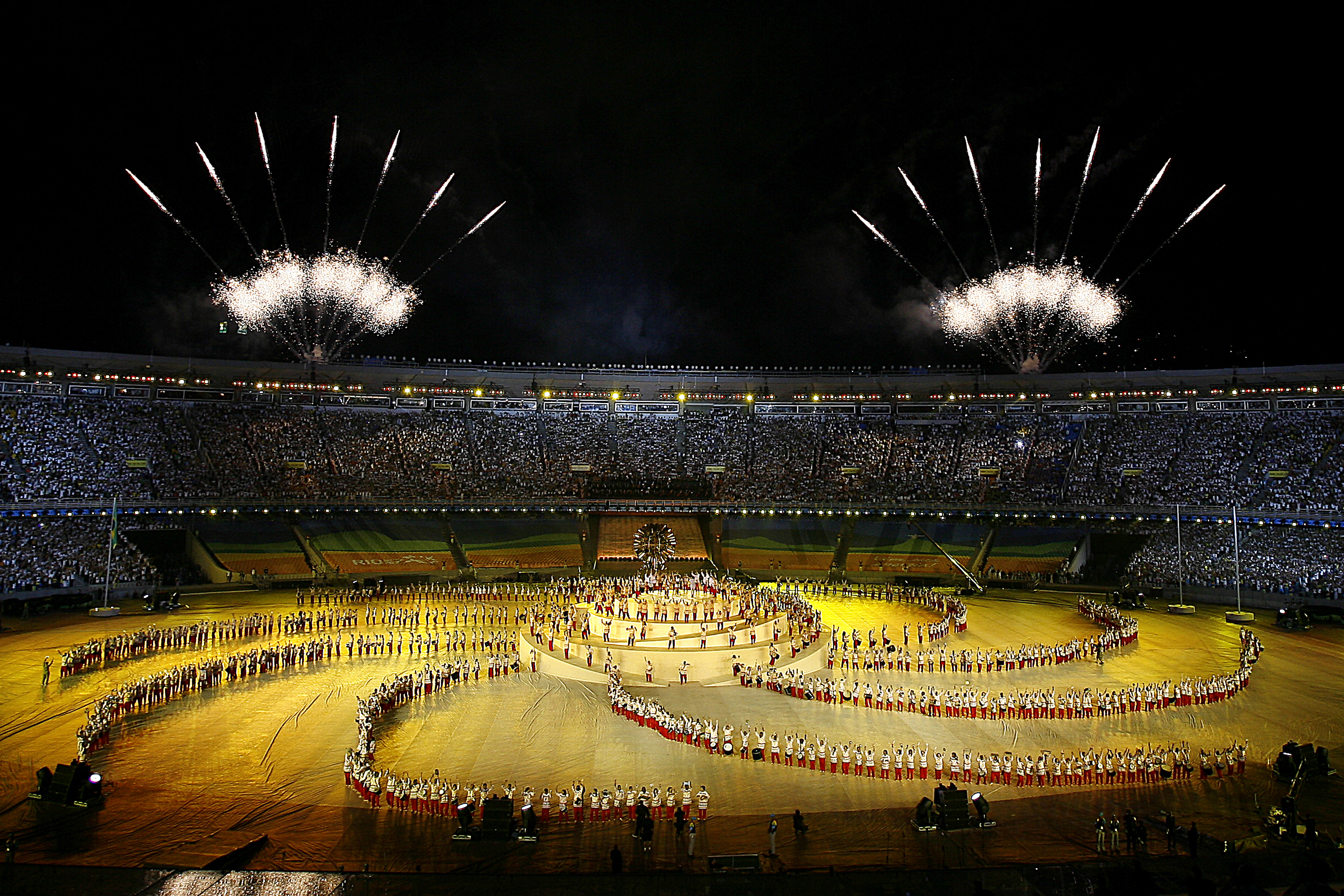
Maracanã – ceremonia otwarcia Igrzysk Panamerykańskich (13 lipca 2007 r.)

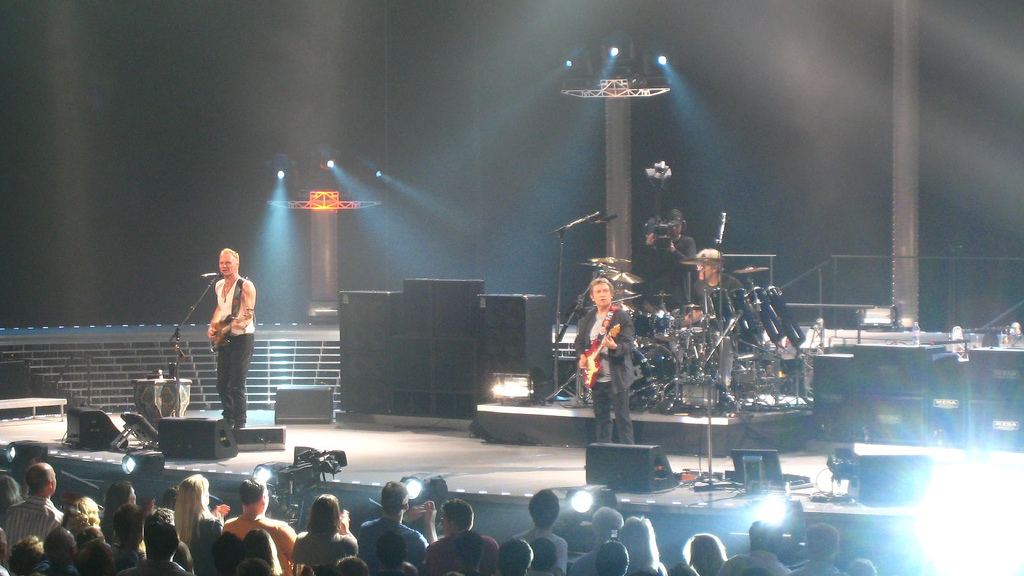
Zespół The Police podczas koncertu na Maracanie 8 grudnia 2007 r.

Etymolodzy wywodzą nazwę stadionu „Maracanã” od nazwy małej rzeki „Maracanã”, przepływającej w sąsiedztwie stadionu (obecnie płynie podziemnym kanałem). Ta z kolei pochodzi od nazwy popularnej w Brazylii papugi ary maracany (Primolius maracana). Wokół zbudowanego stadionu powstała z czasem dzielnica, którą także nazwano Maracanã.
Oficjalną nazwę, „Estádio Jornalista Mário Filho” stadion przyjął w 1966 r., w którym to roku Mario Filho, brazylijski dziennikarz i felietonista sportowy zgodził się na to, aby stadion nosił jego imię i upoważnił administratora do przeprowadzenia odpowiednich procedur w tym kierunku. Mário Filho od samego początku popierał projekt budowy stadionu, a dzięki swemu dużemu zaangażowaniu w jego budowę, pozyskał nawet przydomek Maracanã.
Pomimo nadania stadionowi nowej nazwy na całym świecie bardziej znana i powszechnie używana jest nazwa stara.

### Budowa
Decyzja o przyznaniu organizacji finałów stała się powodem do wielkiej radości w całej Brazylii. 11 listopada 1947 r. gubernator Rio de Janeiro, Angelo Mendes de Morais, podpisał dekret zezwalający na budowę reprezentacyjnego, największego na świecie stadionu. 22 maja 1948 r. rząd stanu Rio de Janeiro podjął ostateczną decyzję o jego budowie.
Idea konstrukcyjna oraz podstawowe wyliczenia były dziełem prof. Paola Pinheiry Guedesa (1906 – 1960), matematyka i konstruktora z Rio. Zakładał on budowę obiektu na 155 tysięcy miejsc, w tym 95 tysięcy pod dachem, obiektu zlokalizowanego na peryferiach Rio, nad rzeczką Maracanã. Projekt konstrukcyjny stadionu został nakreślony przez dwóch brazylijskich architektów Raphaëla Galvão i Pedro Paulo Bernardesa Bartosa.
Projekt zatwierdził Prezydent Republiki Eurico Gaspar Dutra. Stadion początkowo został nazwany Obligacją pożyczki komunalnej. Kamień węgielny pod przyszłą budowlę położono 2 sierpnia 1948 r.
Pierwszy mecz zaplanowano na 24 czerwca 1950 r., więc czasu do zakończenia budowy było niewiele, niespełna dwa lata i chociaż prace posuwały się szybko, ich harmonogram zaczął się chwiać. Wówczas to FIFA nakłoniła Ottorino Barassiego, przewodniczącego Włoskiej Federacji Piłkarskiej, mającego doświadczenie nabyte podczas organizacji Mistrzostw Świata w Piłce Nożnej w 1934. we Włoszech, aby udzielił on pomocy Rio de Janeiro, co też się stało.
Stadion został poświęcony dopiero w 1964 r., natomiast w 1965 r., po wielu pracach modernizacyjnych, oficjalnie uznano, że jego budowa ostatecznie się zakończyła.
W 2000 roku postanowiono dokonać gruntownej renowacji stadionu. Po latach planowania i dziesięciu miesiącach zamknięcia między 2005 i 2006, stadion z 95 000 miejsc siedzących otwarto ponownie w styczniu 2007.
Po przyznaniu Brazylii organizacji Mistrzostw Świata 2014, stadion przeszedł kolejną modernizację (marzec 2010 – kwiecień 2013) po której jego pojemność wynosi 78 838 miejsc.

### Konstrukcja
Stadion zbudowany jest na planie koła z częściowo zadaszonymi trybunami. Ma dwa duże pierścienie położonych wokół całego boiska, rzędów miejsc do siedzenia. W najwyższym punkcie mierzy tylko 24 m (78 stóp) wysokości.
Elewacja jest ukształtowana przez solidnie wzmocnioną betonową konstrukcję, na którą składa się 60 dużych filarów w kształcie litery „Y”. Te filary podtrzymując belki nośne, potęgują wzrokowo eliptyczny obwód stadionu.
W latach pięćdziesiątych XX w., Maracanã była nie tylko jednym z najbardziej luksusowych stadionów na świecie, ale również stadionem bardzo funkcjonalnym i bezpiecznym. Dwie szerokie zewnętrzne kondygnacje, które łączą górne rzędy stadionu z otaczającym parkiem gwarantują w razie potrzeby jego szybką ewakuację.

### Otwarcie
Inauguracyjny mecz na nowym stadionie rozegrany został 16 czerwca 1950 r. pomiędzy juniorami Rio de Janeiro i São Paulo (1:3). Napastnik gospodarzy Didi został piłkarzem, który jako pierwszy wpisał się na listę strzelców stadionu.
Rozegranie pierwszego meczu pozwoliło na dokonanie oceny stanu technicznego stadionu. Okazało się, że nie był on do końca wykończony. Część ławek nie była zamontowana, brakowało toalet oraz stanowisk dla sprawozdawców, a całość sprawiała wrażenie placu budowy. Ponieważ jednak główna część stadionu była gotowa, pomimo stwierdzonych usterek, FIFA – nie mając praktycznie wyjścia – zgodziła się na rozgrywanie na nim spotkań. Brak zgody spowodowałby wówczas odwołanie mistrzostw.

### Mistrzostwa świata w 1950 r.
Na starcie turnieju w Brazylii stanęło 13 zespołów zakwalifikowanych do finałów. Wycofały się, zdobywszy kwalifikację, Turcja i Szkocja. Nie chciały w ich miejsce zagrać Francja i Portugalia. Indie, które również zdobyły awans, anonsowały przyjazd, ale się nie pojawiły.
Uczestników podzielono na cztery grupy po cztery ekipy, a ponieważ trzy nie przyjechały, podział był następujący: Grupa pierwsza liczyła cztery zespoły (Brazylię, Jugosławię, Szwajcarię, Meksyk), druga również cztery (Anglię, Hiszpanię, Stany Zjednoczone, Chile), trzecia trzy (Szwecję, Paragwaj, Włochy) i czwarta dwie (Boliwię, Urugwaj). Triumfatorzy grup mieli się spotkać w puli finałowej, walcząc każdy z każdym.
W czasie trwania mistrzostw entuzjazm w kraju był tak ogromny, że rząd ogłosił nawet dniami wolnymi od pracy dni, w które grała Brazylia.
W „meczu otwarcia” 24 czerwca 1950 r. o godz. 15, na którym honory pełnił prezydent kraju, gen. Enrico Gaspar Dutra, gospodarze pokonali Meksyk 4:0. Mecz poprzedziła uroczystość otwarcia. Brazylijski piłkarz Ademir zdobył w 31 min. pierwszą bramkę, zostając później królem strzelców tych mistrzostw z liczbą 7 strzelonych goli. Mecz oglądało ok. 85 tysięcy widzów.
Po pokonaniu 9 lipca Szwecji (ok. 150 tysięcy widzów) i 13 lipca Hiszpanii (ok. 165 tysięcy widzów), Brazylia awansowała do finału. Powstała końcowa grupa: Brazylia, Hiszpania, Szwecja i Urugwaj. Po meczach Brazylii ze Szwecją (7:1) i Hiszpanią (6:1) oraz Urugwaju z Hiszpanią (2:2) i Szwecją (3:2), 16 lipca 1950 r. doszło w ostatnim meczu turnieju, do spotkania Brazylii z Urugwajem. Ten ostatni pojedynek decydował jednocześnie o tytule mistrza.
Mającym przewagę punktu Brazylijczykom, by zostać najlepszą drużyną, wystarczał w tym meczu tylko remis. Wygrał jednak Urugwaj (2:1). Ostatni mecz oglądało 199 854 widzów. Jest to do dzisiaj nie pobity rekord liczby widzów na jednym meczu.

### Po mistrzostwach
Po mistrzostwach świata na stadionie swoje mecze rozgrywają cztery największe kluby Rio de Janeiro – Botafogo, CR Flamengo, Fluminense FC, CR Vasco da Gama. Na stadionie rozgrywane są również liczne mecze pucharu Brazylii oraz mecze ligowych mistrzostw stanu Rio de Janeiro, należące do najbardziej prestiżowych rozgrywek piłkarskich w Brazylii.

## Ważne daty
- 1952 – na stadionie odbył się pokazowy mecz koszykówki w którym wzięła udział słynna drużyna koszykarska Harlem Globetrotters tzw. czarodzieje koszykówki, łącząca elementy sportu i rozrywki.
- 1954 – 21 marca na mecz Brazylii z Paragwajem sprzedano 183 513 biletów,
- 1963 – zastąpiono kwadratowe słupki i poprzeczki bramek okrągłymi,
- 1963 – padł rekord liczby kibiców, którzy przyszli na Maracanę, żeby obejrzeć mecz ligowy. Na spotkanie Flamengo-Fluminense sprzedano 177 656 biletów, a do tego trzeba doliczyć około 20 tys. osób, które weszły na stadion służbowo lub na zaproszenia,
- 1966 – Mário Filho, brazylijski dziennikarz i felietonista sportowy zgodził się na to aby stadion nosił jego imię i upoważnił administratora do przeprowadzenia odpowiednich procedur w tym kierunku. Od tego roku oficjalna nazwa stadionu brzmi: Estádio Jornalista Mário Filho.
- 1969 – 11 listopada Pelé w obecności 125 tys. widzów zdobył z rzutu karnego tysięcznego gola w swojej piłkarskiej karierze.
- 1981 – 26 stycznia przed towarzyskim meczem piłki nożnej Brazylia–ZSRR, dla uczczenia 30. rocznicy powstania stadionu, dla 100-tysięcznej widowni zaśpiewał Frank Sinatra.
- 1989 – Zico strzelił swoją ostatnią, 333 bramkę na Maracanie w rozegranych tam przez siebie 435 meczach.
- 1990 – 21 kwietnia na stadionie po raz drugi koncertował Paul McCartney. Jego występ przyciągnął 184 tys. fanów. Jest to do dzisiaj największa liczba fanów, która przyszła na występ pojedynczego artysty. Koncert został zarejestrowany na żywo i wydany w postaci płyt: gramofonowej i kompaktowej
- 1991 – 18–27 stycznia stadion gościł artystów II festiwalu muzycznego „Rock in Rio”[6]. Wystąpili wówczas m.in. Prince, Joe Cocker, George Michael, Billy Idol, Jimmy Cliff, Carlos Santana oraz zespoły INXS (wizytówka festiwalu), A-ha, Guns N’ Roses, New Kids On The Block, Megadeth.
- 1992 – 19 lipca runął jeden z górnych filarów stadionu. Zginęło trzech kibiców, a ponad 50 zostało rannych. Po tej katastrofie, pojemność stadionu została znacznie zmniejszona.
- 1995 – 2 i 4 lutego w czasie 6. festiwalu „Hollywood Rock”[7], na stadionie dwukrotnie wystąpił zespół The Rolling Stones.
- 1997 – 4 października w trakcie swej 80. Podróży Apostolskiej, papież Jan Paweł II, odprawił na stadionie dla rodzin przybyłych do Rio de Janeiro Liturgię Słowa. Głównym celem pielgrzymki Jana Pawła II było II Światowe Spotkanie Rodzin, stąd też podczas liturgii papież podkreślił wielokrotnie wartość rodziny w życiu człowieka.
- 2007 – 13 lipca na stadionie odbyła się ceremonia otwarcia XV Igrzysk Panamerykańskich. Rozgrywki toczyły się w od 13 do 29 lipca 2007 r.
- 2007 – 8 grudnia Maracanã była jednym z miejsc występu w swoim tournée dookoła świata brytyjskiej grupy rockowej The Police.
- 2008 – 15 i 16 grudnia na Maracanie wystąpiła piosenkarka Madonna w ramach trasy koncertowej The Sticky & Sweet Tour Liczba biletów na jeden koncert to około 125 tysięcy miejsc (trybuny + płyta stadionu). Łącznie na S&S w Maracanie przygotowano 250 tysięcy biletów.
- 2014 – Mistrzostwa Świata w Piłce Nożnej 2014

## Mistrzostwa świata w 2014

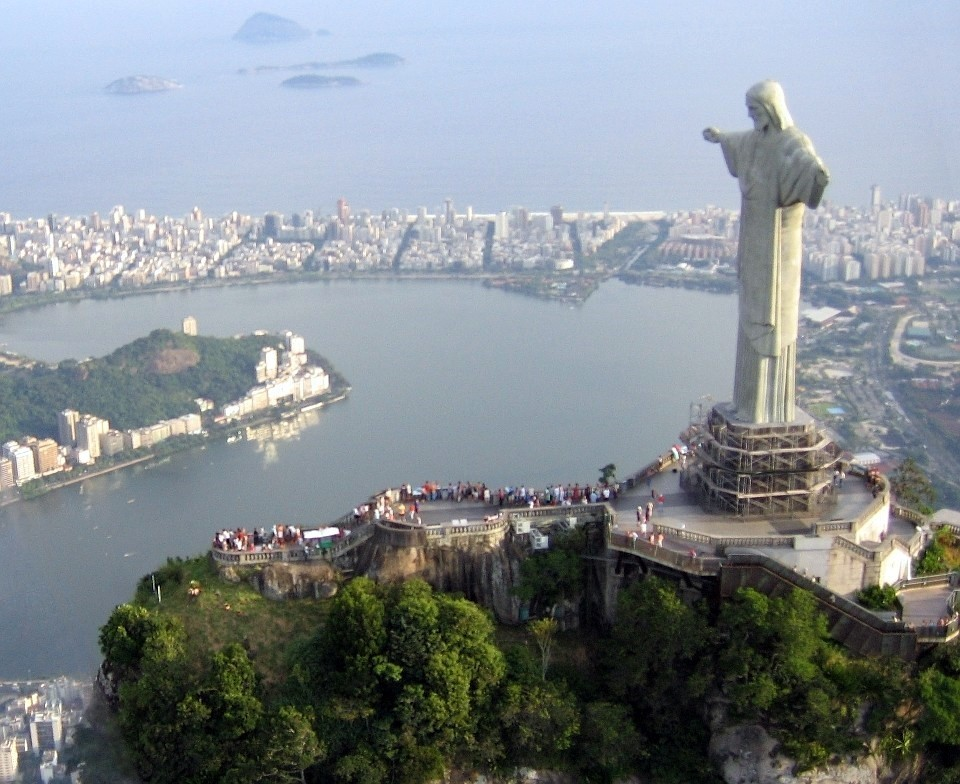
Widok na Corcovado

Wiadomość o przyznaniu organizacji mundialu w 2014 r. wywołała olbrzymi entuzjazm w całej Brazylii. Pięćdziesięciu wspinaczy wniosło na „Głowę Cukru”, nad Zatoką Guanabara gigantyczną koszulkę piłkarską – 50 × 50 m – na której umieszczono napis Puchar Świata 2014 jest nasz. Druga taką koszulkę zawieszono na stoku góry Corcovado. U stóp posągu zaprezentowało swoje umiejętności 100 tancerzy z flagami.
W dniu 30 października 2007 r. obradujący w Zurychu Komitet Wykonawczy Międzynarodowej Federacji Piłkarskiej (FIFA) ogłosił, że gospodarzem turnieju finałowego mistrzostw świata w roku 2014 będzie Brazylia. Była to jedyna kandydatura po wycofaniu 13 kwietnia 2007 r. oferty kolumbijskiej. Brazylia zorganizowała Mistrzostwa Świata po raz drugi. Dotychczas dwa turnieje zorganizowały Włochy (1934 i 1990), Francja (1938 i 1998), Meksyk (1970 oraz 1986), Niemcy (1974 i 2006).
W czasie Mistrzostw Maracana była areną 4 meczów fazy grupowej, meczu fazy 1/8 finału, ćwierćfinału oraz finału 13 lipca 2014 r.
| Data            | Godzina     | Reprezentacja | Wynik | Reprezentacja        | Faza                 | Frekwencja |
| --------------- | ----------- | ------------- | ----- | -------------------- | -------------------- | ---------- |
| 15 czerwca 2014 | 24:00       | Argentyna     | 2:1   | Bośnia i Hercegowina | Grupa F              | 74 738     |
| 18 czerwca 2014 | 18:00       | Hiszpania     | 0:2   | Chile                | Grupa B              | 74 101     |
| 22 czerwca 2014 | 18:00       | Belgia        | 1:0   | Rosja                | Grupa H              | 73 819     |
| 25 czerwca 2014 | 22:00       | Ekwador       | 0:0   | Francja              | Grupa E              | 73 749     |
| 28 czerwca 2014 | 22:00       | Kolumbia      | 2:0   | Urugwaj              | 1/8 finału           | 73 804     |
| 4 lipca 2014    | 22:00       | Francja       | 0:1   | Niemcy               | ćwierćfinał          | 74 240     |
| 13 lipca 2014   | 22:00       | Niemcy        | 1:0   | Argentyna            | finał                | 74 738     |
| Liczba goli     | Liczba goli | Liczba goli   | 10    | Całkowita frekwencja | Całkowita frekwencja | 519 189    |

## Letnie Igrzyska Olimpijskie 2016
Rio de Janeiro otrzymało prawo organizacji Letnich Igrzysk Olimpijskich w 2016 r. Odbyły się na niej ceremonia otwarcia i zamknięcia igrzysk oraz mecze piłki nożnej. Po raz pierwszy w historii igrzysk olimpijskich na głównym stadionie igrzysk nie zostały rozegrane zawody lekkoatletyczne. Areną zmagań lekkoatletycznych był stadion Estádio Olímpico João Havelange.
Miasto organizujące Letnie Igrzyska Olimpijskie 2016 (Igrzyska XXXI Olimpiady) zostało wybrane na 121 sesji (MKOl), która odbyła się 2 października 2009 roku w Kopenhadze.

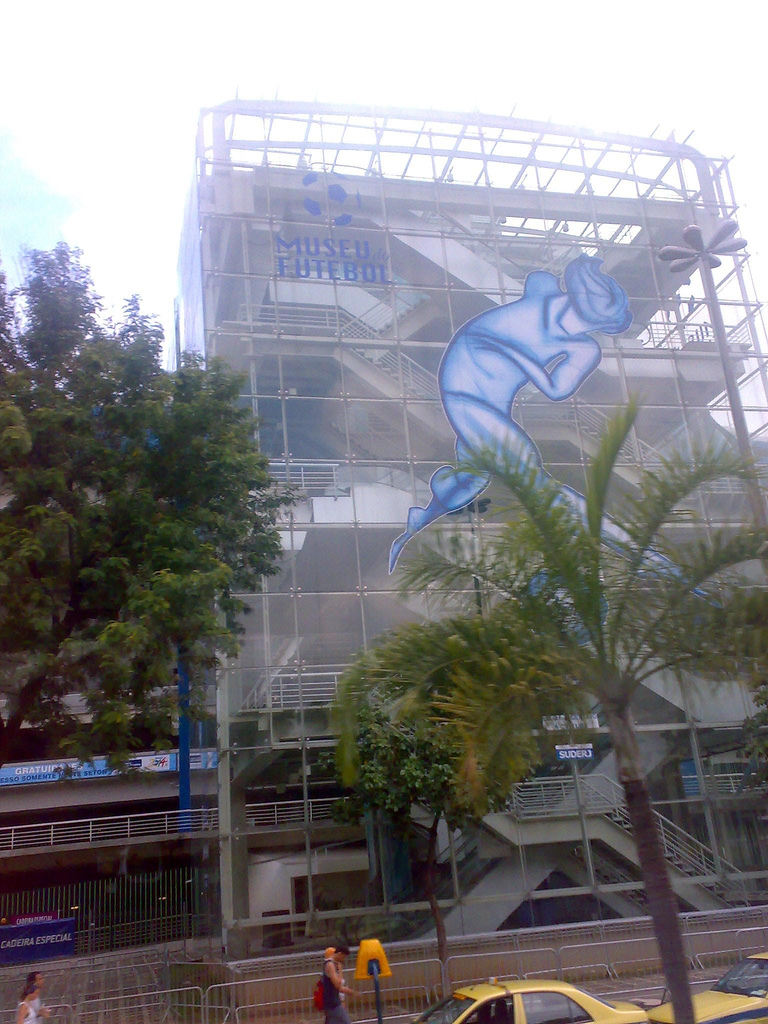
Muzeum futbolu przy Maracanie

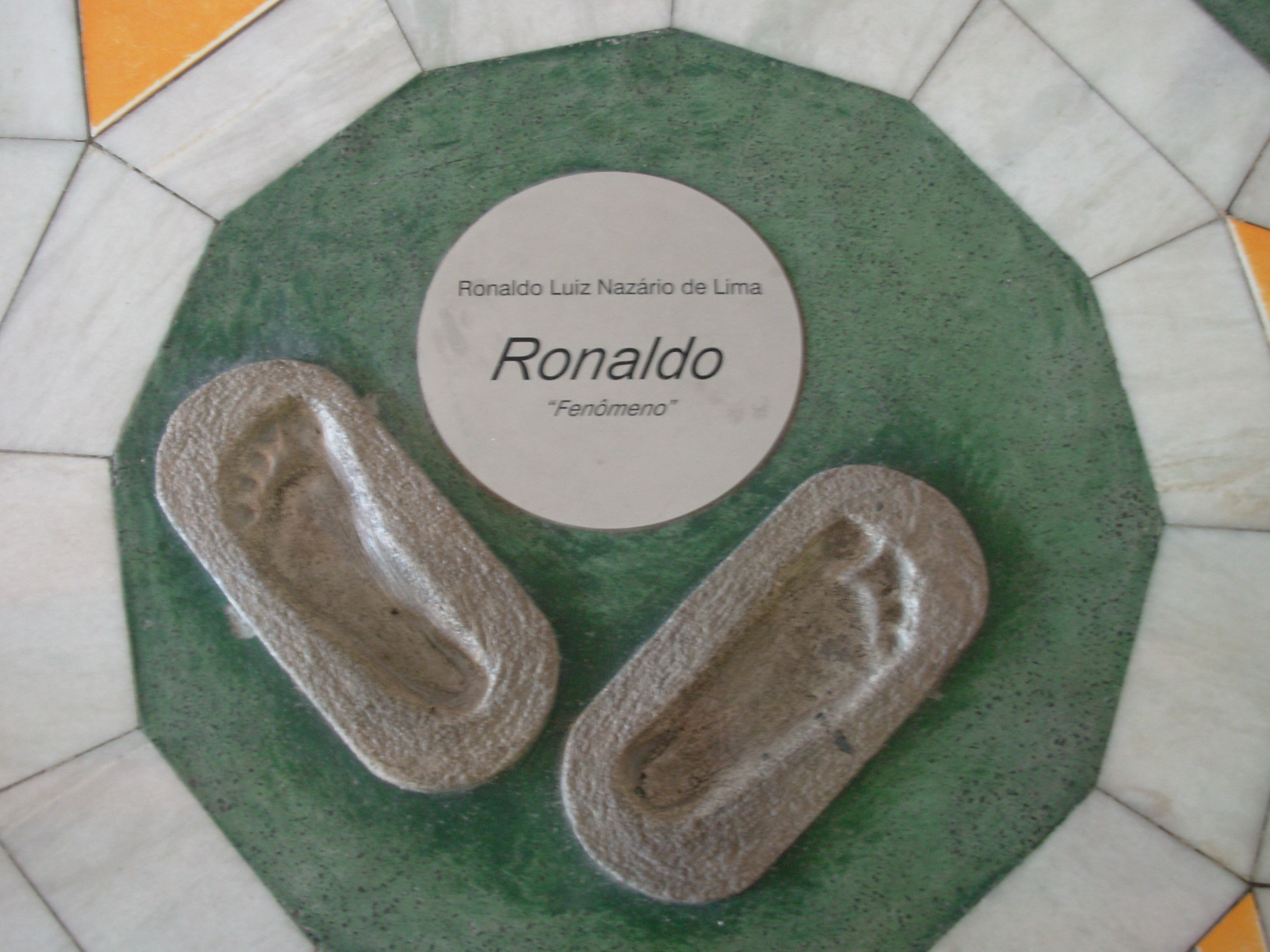
Odcisk stóp Ronaldo w „Alei Gwiazd”

## Muzeum
Stadion posiada swoje muzeum, umiejscowione naprzeciwko głównego wejścia. Gości wita podobizna Ronaldo, który jest obwiązany ogromną flagą Brazylii na kształt sari. Na ścianach korytarzy wiszą stare zdjęcia upamiętniające pięć MŚ wygranych przez reprezentację tego kraju. W gablotach można oglądać buty, zużyte piłki, koszulki (między innymi wielkiego Pelego, z numerem 10). Każdy niemalże przedmiot ozdobiony jest podpisem jednego z brazylijskich bogów piłki nożnej.

## Aleja Gwiazd
Na wzór Hollywood, Maracanã ma też swoją Aleję Gwiazd. Tu, na wieczną pamiątkę, swoje stopy odcisnęli najwięksi piłkarze w historii. Zaczęło się od Pelego i Zico, a potem w ich ślady poszli Garrincha, Edmundo, Ronaldo, a także inne gwiazdy, które tworzyły historię potężnego spodka.